# Peter von Scheidt genannt Weschpfennig
Peter von Scheidt genannt Weschpfennig (* um 1531; † 9. Januar 1593) war Abt des Klosters Springiersbach. Er wurde 1560 Prior der Abtei und war deren Abt von April 1578 bis zu seinem Tod. Peter von Scheidt war Sohn des Amtmannes von Much, Rorich von Scheidt und seiner zweiten Frau, Anna von Buchenhauer genannt Taufenschlad. Peter von Scheid wurde in der Abteikirche Springiersbach beigesetzt. 